# 全国おとな電話相談室
全国おとな電話相談室（ぜんこくおとなでんわそうだんしつ）は、2007年4月8日から2009年3月29日までTBSラジオほかで放送されていた電話相談を行うラジオ番組。通称は「おとな電話」。

## 概要
TBSラジオの『全国こども電話相談室』や『ズバリ快答!テレフォン身の上相談』、ニッポン放送の『テレフォン人生相談』（いずれも35年以上続く番組）と同様の相談番組で、大人がささいな悩みを相談できるということがコンセプトとなっている。質問の受付ははがきやウェブサイト、電子メールで行っており、前記番組のように電話での受付は行っていない。
TBSラジオでは『こども電話相談室』の直前に放送されていた。番組のオープニングは『こども電話相談室』のパロディだった。
2008年3月までは日産自動車が一社提供で正式タイトルは『NISSAN 全国おとな電話相談室』だったが降板、同年4月よりJRNのネット番販扱いとなり、ネット局が増加した。

## 出演者
- 浅草キッド － 元々『全国こども電話相談室』のパロディ漫才をしていたので起用された。
- ゲスト（原則1名）－ 番組では「せんせい」と呼ばれる。

## ネット局
- TBSラジオ 日曜 8:30 - 9:00

### 2008年4月よりネット開始した局
- 信越放送 日曜 12:30 - 13:00
- 山梨放送 日曜 16:30 - 17:00
- 北日本放送 日曜 13:30 - 14:00
- 北陸放送 土曜 14:30 - 15:00
- 福井放送 月曜 19:00 - 19:30
- 山陽放送 日曜 15:30 - 16:00
- 四国放送 月曜 18:30 - 19:00
- 高知放送 日曜 10:00 - 10:30
- 大分放送 日曜 14:00 - 14:30
- 宮崎放送 日曜 11:30 - 12:00
- 琉球放送 土曜 9:30 - 10:00

九州・沖縄の3局については、福岡・RKB毎日放送制作『南こうせつ大きな空の木の下で』の後番組扱いになっていた。

### 歴代のネット局
以下の局は2008年3月をもってネット終了。
- 朝日放送 日曜 11:15 - 11:45（『ほっとハート!にちよう柴田塾』に内包）
- CBCラジオ 日曜 7:00 - 7:30

## ポッドキャスト
2007年8月12日からTBS RADIO podcasting954にて本編収録後に収録したゲストとのトークを配信していた。更新は毎週ではなく不定期。配信開始から1年程は初回の相談者の一人でもある近堂かおり（当時TBS954情報キャスター）がポッドキャストナビゲーターを担当。